# Eve Arnold
Eve Arnold (21. april 1912 – 4. januar 2012) var en amerikansk fotojournalist.

## Værker

### Fotografier
- Fashion Show, behind the scenes, 1950[1]
- Marilyn Monroe, 1960.[1]
- Jacqueline Kennedy arranging flowers with daughter Caroline, 1961.[1]
- Horse Training for the Militia in Inner Mongolia, 1979.[1]

### Bøger
- The Unretouched Woman, 1976.
- Flashback: The 50s, Knopf, 1978.
- In China, Knopf, 1980.
- In America, Knopf, 1983.
- The Making of the White Nights, 1985
- Marilyn Monroe: An Appreciation, Knopf, 1987.
- All in a Day's Work, Bantam, 1989.
- The Great British, Knopf, 1991.
- In Retrospect, Knopf, 1995.
- Film Journal, Bloomsbury, 2002.
- Handbook, 2005
- Marilyn Monroe 2005
- Eve Arnold's People 2010
- All About Eve, 2012

## Hæder
- Honorary Degree of Doctor of Science, University of St. Andrews, Scotland, 1997.
- Honorary Degree of Doctor of Letters, Staffordshire University.
- Doctor of Humanities, Richmond, the American International University in London.
- Master Photographer, International Center of Photography, NYC.
- Honorary Officer of the Order of the British Empire (OBE) by the British Government.
- Lifetime Achievement Award, the Sony World Photography Awards, 2010.[2]
- National Book Award for In China, 1980